# Bertha Parker Pallan
Bertha Pallan Thurston Cody (nascuda Parker; Comtat de Chautauqua, 30 d'agost de 1907 - Los Angeles, 8 d'octubre de 1978) va ser una arqueòloga nord-americana que treballava com a assistent d'arqueologia al Southwest Museum, que està consagrat a la cultura dels indis nord-americans. Se la considera la primera arqueòloga nativa americana, ja que tenia ascendència abenaki i sèneca.
Va estar casada amb l'actor Iron Eyes Cody.

## Biografia

### Primers anys
Bertha (Yeawas) "Birdie" Parker va néixer el 1907 al comtat de Chautauqua, a l'estat de Nova York. La seva mare, Beulah Tahamont (després Folsom), era actriu; quan era adolescent, ella i la seva mare van actuar amb el Ringling Bros i Barnum i Bailey Circus com a part d'un espectacle anomenat "Pocahontas". El seu pare, Arthur C. Parker, va ser arqueòleg i el primer president de la Societat per a l'Arqueologia Americana. Els seus avis materns eren els actors Elijah "Cap Dark Cloud" Tahamont i Margaret (Dove Eye) Camp. De petita, va ajudar el seu pare en les excavacions.
Els seus pares es van divorciar el 1914, i els Tahamont (Elijah, Margaret i Beulah) es van traslladar a Los Angeles, amb Bertha a remolc, per treballar en pel·lícules de Hollywood.

### Família
Bertha Parker es va casar amb Joseph Pallan a principis de la dècada de 1920 i va tenir una filla, Wilma Mae ("Billie") Pallan el 1925. Quan va acabar el matrimoni, es va traslladar a Nevada per treballar en un jaciment arqueològic per al Museu del Sud-oest, dirigit per Mark Raymond Harrington. Harrington s'havia casat recentment amb la tia de Bertha, Endeka Parker. Durant l'expedició de Gypsum Cave el 1930, Bertha va conèixer el paleontòleg James Thurston, amb qui s'hi acabaria casant el 1931. Aquell any 1931, tots dos van emmalaltir mentre treballaven a les coves de guix; Bertha Parker es va posar malalta a causa de les grans quantitats de guano que hi havia a les coves i Thurston va morir sobtadament d'un atac de cor mentre aixecava una roca al jaciment. Aquesta malaltia va fer que Bertha Parker se'n tornés a viure amb els seus pares durant un temps a Los Angeles.
Va ser contractada, primer com a secretària, i després com a ajudant d'arqueòloga i etnòloga, per al Museu del Sud-oest, i el 1936, es va casar amb l'actor d'origen sicilià Espera Oscar de Corti, també conegut com a Iron Eyes Cody.
El 1942, la seva filla de 17 anys, Billie, estava visitant la granja de la seva àvia Beulah quan va morir d'una ferida accidental de bala. Bertha i Iron Eyes van adoptar més tard dos fills, Robert "Tree" Cody i Arthur William Cody (1952-1996). Bertha i Iron Eyes van ser figures centrals en l'èxit del Los Angeles Indian Center, un lloc de reunió d'indis urbans traslladats a Los Angeles.

### Mort
Bertha Parker Pallan va morir el 1978, als 71 anys. La seva làpida només diu "Mrs. Iron Eyes Cody".

## Carrera com a arqueòloga
Mark Raymond Harrington, el seu oncle, va contractar a Parker com a cuinera de campament i secretaria d'expedició. poc després de casar-se amb la seva tia Endeka. Va participar en excavacions al jaciment de Mesa House i a altres llocs, i Harrington li va ensenyar mètodes arqueològics sobre el terreny. El 1929, va descobrir i va fer una excavació en solitari al jaciment del poble de Scorpion Hill; les troballes es van exposar al Museu del Sud-oest.
Bertha Parker va treballar a la cova de Gypsum l'any 1930, un jaciment que Harrington va promoure com a l'evidència més antiga de l'ocupació humana d'Amèrica del Nord durant el Plistocè.
Com a secretària de l'expedició, Parker va treballar en la neteja, reparació i catalogació de troballes; a més, va explorar les sales de la cova en el seu temps lliure i va poder arribar a algunes de les escletxes més inaccessibles. En una d'aquestes ocasions va descobrir el crani d'una espècie de peresós terrestre gegant extingit, el Nothrotherium shastense, juntament amb eines humanes antigues, a la sala 3. Harrington va assenyalar que la troballa havia estat la més important de l'expedició, perquè gràcies a ella va obtenir el suport d'institucions addicionals, en particular l'Institut de Tecnologia de Califòrnia i més tard la Institució Carnegie de Washington.
Durant aquesta expedició, Bertha també va descobrir el jaciment de Corn Creek després de veure un os de camell fòssil que sobresortia del llit d'un llac erosionat.
De 1931 a 1941, Parker va treballar com a assistent d'arqueologia i etnologia al Museu del Sud-oest. Va publicar diversos articles arqueològics i etnològics a la revista del museu, Masterkey, des de principis dels anys trenta fins als anys seixanta.
Bertha Parker Pallan Thurston Cody és notable en el camp de l'arqueologia pel seu paper com a pionera: va ser una de les primeres (si no la primera) arqueòlogues natives americanes. Sens dubte, va ser la primera en la seva habilitat per dur a terme aquest treball amb un alt nivell, però sense una formació universitària, fent descobriments i obtenint coneixements que van impressionar els arqueòlegs oficials.

## Obra
S'enumeren tal com apareixen en una llista compilada per Marge Bruchac:
Publicat amb el nom de Bertha Parker Thurston:
- 1933. "Scorpion Hill." Masterkey. v. VII, pp. 171–177.
- 1933. "A night in a Maidu shaman's house." Masterkey.v.VII, pp. 111–115.
- 1934. "How he became a medicine-man." Masterkey. v. VIII, pp. 79–81.
- 1935. "How a Maidu-medicine man lost his power; related to Bertha Parker Thurston by a Maidu Indian herbalist." Masterkey. v. IX, p. 28–29.
- 1936. "A rare treat at a Maidu medicine-man's feast." Masterkey. v. X, pp. 16–21.

Publicat amb el nom de Bertha Parker Cody:
- 1939. "A tale of witchcraft as told by a Tewa Indian of New Mexico." Masterkey. v. XIII, pp. 188–189.
- 1939. "A Maidu myth of the first death; by Bertha Parker Cody, as related by Mandy Wilson of Chico, California." Masterkey. v. XIII, p. 144.
- 1939. "A Maidu myth of the creation of Indian women; by Bertha Parker Cody, as related by Mandy Wilson, Maidu Indian of Chico, California. Masterkey. v. XIII, p. 83.
- 1939. "Kachina dolls." Masterkey. v. XIII, pp. 25–30.[26]
- 1940. "Pomo bear impersonators." Masterkey. 1940. v. XIV, pp. 132–137.
- 1940. "California Indian baby cradles." Masterkey. v. XIV, pp. 89–96. (Fullets del Southwest Museum, No. 12)[27][28]
- 1940. Photograph: "Amanda Wilson and granddaughter" (Southwest Museum MSS 160:143:58)
- 1941. "A note on basket care." Masterkey. v. XV, pp. 23–24.
- 1941. "Gold ornaments of Ecuador." Masterkey.v. XV, pp. 87–95.
- 1942. "Simply strung on a single strand." Masterkey. v. XVI, pp. 175–176.
- 1942. "Some Yurok customs and beliefs." Masterkey. v. XVII, pp. 81–87.
- 1943. "Some Yurok customs and beliefs." Masterkey. v. XVI, pp. 157–162.
- 1955. "Enrique" crosses the divide." [Obituari]. Masterkey. vol.XXX, p. 102.
- 1961. "Clarence Arthur Ellsworth [1885-1961]; gifted painter of Indians."Masterkey. vol. XXXV, (no. 1), pp. 75–77.

Publicat amb el nom de la seva entrevistada a Yurok, Jane Van Stralen:
- 1941. "Yurok tales, as told by Jane Van Stralen to Bertha Parker Cody." Masterkey. v. XV, pp. 228–231.
- 1942. "Yurok fish-dam dance; as told by Jane Van Stralen to Bertha Parker Cody." Masterkey. v. XVI, pp. 81–86.